# Coupe d’Europe

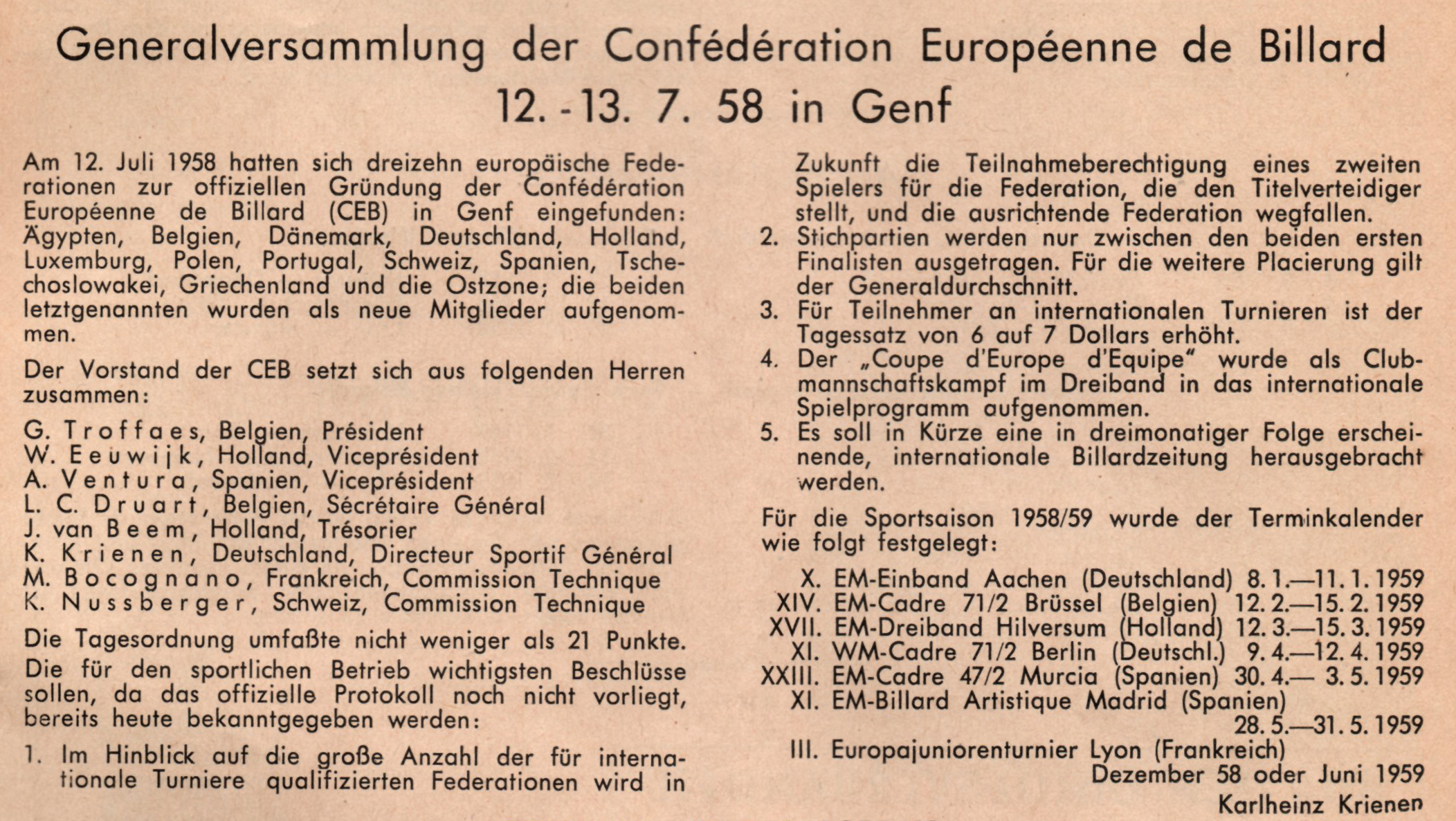
Gründungsnachricht 1958

Der Coupe d’Europe wurde auf der Gründungsversammlung der Confédération Européenne de Billard (CEB) am 12./13. Juli 1958 in Genf als Coupe d’Europe d'Equipe als Dreiband-Club-Mannschaftskampf neu in den internationalen Turnierkalender aufgenommen zum ersten Mal in der Saison 1958/59 ausgetragen. Später wurde der Name auf seine heutige Form „geschliffen“. Der „Coupe d'Europe“ ist vergleichbar mit der Champions League im Fußball.

## Teilnehmer
Die jeweiligen Vereinslandesmeister im Dreiband haben die Berechtigung zur Teilnahme an der Turnierserie. In verschiedenen Ländern Europas finden Qualifikationsturniere statt, wovon die Sieger die Finalrunde am Ende jeder Saison (Juni) bestreiten. Der Sieger ist automatisch für die nächste Finalrunde gesetzt und hat die erste Berechtigung zur Austragung der nächsten Finalrunde.
Ausrichter ist der europäische Karambolagebillard-Verband CEB (Confédération Européenne de Billard).

## Modus
Gespielt wird mit Mannschaften à vier Spieler. Von 1958/59 bis zur Saison 1976/77 und von 1983/84 bis 1990/91 war die Partiedistanz pro Spieler 50 Punkte. Dazwischen spielte der Spitzenspieler pro Mannschaft bis 60 Punkte. Ab der Saison 1991/92 wurde auf zwei Gewinnsätze bis 15 Punkte gespielt. Ab 2002/03 wurde im Endturnier das Halbfinale und Finale die Distanz auf drei Gewinnsätze erhöht. Ab der Saison 2011/12 wird in der Qualifikation und der Endrunde bis 40 Punkte gespielt.

## Turnierstatistik
Der GD gibt den Generaldurchschnitt der siegreichen Mannschaft während des Turniers an.
| Nr. | Saison  | Finalort                                | Coupe-d’Europe-Sieger                                                          | GD                                      |
| --- | ------- | --------------------------------------- | ------------------------------------------------------------------------------ | --------------------------------------- |
| 01  | 1958/59 | Paris                                   | Antwerpse Biljart Academie (Vingerhoedt, van der Spiegel, Kluger, Hartendorp)  | 0,642                                   |
| 02  | 1959/60 | Berlin                                  | Düsseldorfer Billardfreunde 1954 (A. Tiedtke, Spielmann, Hartkopf, Runkehl)    | 0,559                                   |
| 03  | 1960/61 | Wien                                    | Billardsportklub UNION Wien (Scherz, Leutgeb, Engl, Vesely)                    | 0,614                                   |
| 04  | 1961/62 | Madrid                                  | Antwerpse Biljart Academie (Ceulemans, Verheyen, van der Spiegel, de Vries)    | 0,614                                   |
| 05  | 1962/63 | Antwerpen                               | Antwerpse Biljart Academie (van Arwegen, Verheyen, van der Spiegel, de Vries)  | 0,739                                   |
| 06  | 1963/64 | Kiel                                    | B.V. v/d Brandt Waalwijk (de Ruyter, W. Soeterboek, C. Soeterboek, van Alphen) | 0,632                                   |
| 07  | 1964/65 | Waalwijk                                | Billardsportklub UNION Wien (Scherz, Leutgeb, Engl, Weingartner)               | 0,664                                   |
| 08  | 1965/66 | Wien                                    | C.B. Barcelona (Fontova, Nadal, Bonhora, Celimendiz)                           | 0,694                                   |
| 09  | 1966/67 | Barcelona                               | Kempische Biljart Akademie (Ceulemans, Jansen, Mens, de Jonghe)                | 0,734                                   |
| 10  | 1967/68 | Duffel                                  | Kempische Biljart Akademie (Ceulemans, Mens, Rombouts, de Jonghe)              | 0,855                                   |
| 11  | 1968/69 | Barcelona                               | Kempische Biljart Akademie (Ceulemans, Mens, de Jonghe, Smolders)              | 0,799                                   |
| 12  | 1969/70 | Grobbendonk                             | C.B. Barcelona (Nadal, Bonhora, Munte, Cusco)                                  | 0,835                                   |
| 13  | 1971/71 | Berlin                                  | C.B. Barcelona (Nadal, Bonhora, Carreras, Munte)                               | 0,720                                   |
| 14  | 1971/72 | Barcelona                               | C.B. Barcelona (Nadal, Bonhora, Celemendiz, Carreras)                          | 0,811                                   |
| 15  | 1972/73 | Geel                                    | Antwerpse Biljart Academie (Menheer, Steylaerts, de Jonghe, Gijsels)           | 0,784                                   |
| 16  | 1973/74 | Kopenhagen                              | Antwerpse Biljart Academie (Steylaerts, Menheer, Gijsels, de Jonghe)           | 0,710                                   |
| 17  | 1974/75 | Paris                                   | B.I. Kopenhagen (P. Thøgersen, K. Thøgersen, Wijnen, Togersen)                 | 0,837                                   |
| 18  | 1975/76 | Kopenhagen                              | B.I. Kopenhagen (P. Thøgersen, K. Thøgersen, Wijnen, Jorgensen)                | 0,851                                   |
| 19  | 1976/77 | Kopenhagen                              | Antwerpse Biljart Academie (Steylaerts, Menheer, Gijsels, van Mechelen)        | 0,710                                   |
| 20  | 1977/78 | Vejle                                   | B.I. Kopenhagen (Søgaard, K. Thøgersen, Jorgensen, Hansen)                     | 0,775                                   |
| 21  | 1978/79 | Barcelona                               | C.B. Barcelona (Nadal, Bonhora, Carreras, Celimendiz)                          | 0,760                                   |
| 22  | 1979/80 | Barcelona                               | C.B. Barcelona (Nadal, Bonhora, Munte, Delmas)                                 | 0,759                                   |
| 23  | 1980/81 | Barcelona                               | C.B. Barcelona (Nadal, Bonhora, Celimendiz, Lopez)                             | 0,833                                   |
| 24  | 1981/82 | Taastrup                                | B.V. Weena Wilhelmina (de Wilde, de Jong, Schumann, van Aart)                  | 0,736                                   |
| 25  | 1982/83 | Rotterdam                               | København's B.K. (Laursen, K.Thøgersen, Søgaard, Christensen)                  | 0,890                                   |
| 26  | 1983/84 | Kopenhagen                              | B.K. Borgen Helsingborg (T. Blomdahl, L. Blomdahl, Lohmander, Frank)           | 0,820                                   |
| 27  | 1984/85 | Helsingborg                             | B.K. Borgen Helsingborg (T. Blomdahl, L. Blomdahl, Lohmander, Frank)           | 0,887                                   |
| 28  | 1985/86 | Helsingborg                             | B.C. Royal Mechelen (R. Ceulemans, Steylaerts, Ko. Ceulemans, Ku. Ceulemans)   | 0,929                                   |
| 29  | 1986/87 | Kopenhagen                              | B.C. Royal Mechelen (Steylaerts, Ku. Ceulemans, Gijsels, Ko. Ceulemans)        | 0,987                                   |
| 30  | 1987/88 | Lissabon                                | B.C. Deurne (Dielis, J. Gijsels, Steylaerts, W. Gijsels)                       | 0,984                                   |
| 31  | 1988/89 | Deurne                                  | B.K. Borgen Helsingborg (T. Blomdahl, L. Blomdahl, B. Lohmander, Olssen)       | 0,906                                   |
| 32  | 1989/90 | Helsingborg                             | B.K. Borgen Helsingborg (T.Blomdahl, L. Blomdahl, Olssen, B. Lohmander)        | 1,110                                   |
| 33  | 1990/91 | Helsingborg                             | Teletronika Zundert (Jaspers, Havermans, Broeders, van de Ven)                 | 0,978                                   |
| 34  | 1991/92 | Zundert                                 | Teletronika Zundert (Jaspers, Havermans, Broeders, van de Ven)                 | 1,088                                   |
| 35  | 1992/93 | Zundert                                 | Zutex Etten-Leur (van Bracht, van Kuijk, Arnouts, Valentijn)                   | 1,067                                   |
| 36  | 1993/94 | Duisburg                                | BF Horster-Eck Essen 1959 (Kobayashi, Rudolph, Horn, Grethen)                  | 1,052                                   |
| 37  | 1994/95 | Essen                                   | B.K. Borgen Helsingborg (L. Blomdahl, Lohmander, Persson, Olsson)              | 0,980                                   |
| 38  | 1995/96 | Essen                                   | BF Horster Eck Essen (C. Rudolph, Horn, Grethen, Figge)                        | 1,014                                   |
| 39  | 1996/97 | Essen                                   | BF Horster Eck Essen (C. Rudolph, Horn, Grethen, Figge)                        | 1,123                                   |
| 40  | 1997/98 | Lissabon                                | Pelgrim Professionals Hengelo (T. Blomdahl, Zanetti, Burgman, Velthuis)        | 1,284                                   |
| 41  | 1998/99 | Hengelo                                 | Pelgrim Professionals Hengelo (T. Blomdahl, Zanetti, Burgman, Velthuis)        | 1,474                                   |
| 42  | 1999/00 | Hengelo                                 | Pelgrim Professionals Hengelo (T. Blomdahl, Zanetti, Burgman, Velthuis)        | 1,270                                   |
| 43  | 2000/01 | Hengelo                                 | Twentevisie Hengelo (Zanetti, Burgman, Rudolph, Pijl)                          | 1,415                                   |
| 44  | 2001/02 | Porto                                   | G. van Wanrooij Heeswijk (T. Blomdahl, Saygıner, Weijenburg, van Wanrooij)     | 1,299                                   |
| 45  | 2002/03 | Porto                                   | Crystal Kelly Waalwijk (Caudron, Burgman, R. Ceulemans, van Kuijk)             | 1,426                                   |
| 46  | 2003/04 | Egmond aan Zee                          | Crystal Kelly Waalwijk (Caudron, Burgman, van Kuijk, R. Ceulemans)             | 1,527                                   |
| 47  | 2004/05 | Andernos-les-Bains                      | AGIPI Courbevoie (Zanetti, Loncelle, Bury, Duval)                              | 1,214                                   |
| 48  | 2005/06 | Schiltigheim                            | AGIPI Courbevoie (Caudron, Zanetti, Bury, Duval)                               | 1,386                                   |
| 49  | 2006/07 | Schiltigheim                            | AGIPI Courbevoie (Caudron, Zanetti, Bury, Duval)                               | 1,561                                   |
| 50  | 2007/08 | Schiltigheim                            | AGIPI Courbevoie (Caudron, Zanetti, Bury, Duval)                               | 1,339                                   |
| 51  | 2008/09 | Schiltigheim                            | AGIPI Courbevoie (Caudron, Zanetti, Bury, Roux)                                | 1,595                                   |
| 52  | 2009/10 | Schiltigheim                            | AGIPI Courbevoie (Caudron, Zanetti, Bury, Roux)                                | 1,476                                   |
| 53  | 2010/11 | Schiltigheim                            | AGIPI Courbevoie (Caudron, Zanetti, Bury, Roux)                                | 1,645                                   |
| 54  | 2011/12 | Schiltigheim                            | AGIPI Courbevoie (Caudron, Zanetti, Bury, Roux)                                | 1,696                                   |
| 55  | 2012/13 | Schiltigheim                            | Bahçelievler Belediye Spor Kulübü (Taşdemir, Çenet, Çoklu, Yüksel)             | 1,786                                   |
| 56  | 2013/14 | Istanbul                                | Bahçelievler Belediye Spor Kulübü (Taşdemir, Çenet, Çoklu, Yüksel)             | 1,475                                   |
| 57  | 2014/15 | Istanbul                                | A.E.J./Dallinga (Caudron, Jaspers, Merckx, de Bruijn)                          | 1,930                                   |
| 58  | 2015/16 | Porto                                   | Gaziantepspor (Caudron, Taşdemir, Çoklu, Çapak)                                | 1,565                                   |
| 59  | 2016/17 | Porto                                   | Futebol Clube do Porto (Sánchez, T. Blomdahl, Costa, Ferreira)                 | 1,616                                   |
| 60  | 2017/18 | Porto                                   | F.B.N. Tekstil BSK (Taşdemir, Çoklu, Çapak, Gökhan)                            | 1,472                                   |
| 61  | 2018/19 | Porto                                   | Billard Club Baulois (Caudron, Bury, de Bruijn, Devogelaere)                   | 1,586                                   |
|     | 2019/20 | Ausgefallen wegen der COVID-19-Pandemie | Ausgefallen wegen der COVID-19-Pandemie                                        | Ausgefallen wegen der COVID-19-Pandemie |
|     | 2020/21 | Ausgefallen wegen der COVID-19-Pandemie | Ausgefallen wegen der COVID-19-Pandemie                                        | Ausgefallen wegen der COVID-19-Pandemie |
| 62  | 2021/22 | Porto                                   | Futebol Clube do Porto (Jaspers, Sánchez, Costa, Ferreira)                     | 1,547                                   |
| 63  | 2022/23 | Porto                                   | Futebol Clube do Porto (Jaspers, Blomdahl, Costa, Soares)                      | 1,419                                   |
| 64  | 2023/24 | Porto                                   | Varde BK (Merckx, de Bruijn, Nelin, Schrøder)                                  | 1,452                                   |
| 65  | 2024/25 | Porto                                   | Soissons (Caudron, Bury, Soumagne, Devogelaere)                                | 1,495                                   |